# Dziedzickia intermedia
Dziedzickia intermedia är en tvåvingeart som beskrevs av Lane 1954. Dziedzickia intermedia ingår i släktet Dziedzickia och familjen svampmyggor. Inga underarter finns listade i Catalogue of Life.